# Чарівні істоти українського міфу
Чарівні істоти українського міфу — серія науково-популярних книг української письменниці Дари Корній про міфологію українців та їхні давні вірування. Надруковано видавництвом Vivat у 2017–2020 роках.   

## Визнання
У 2020 році письменниця з книжками «Чарівні істоти українського міфу. Духи природи», «Чарівні істоти українського міфу. Домашні духи», «Чарівні істоти українського міфу. Духи-шкідники» здобула Премію Кабінету Міністрів імені Лесі Українки за літературно-мистецькі твори для дітей та юнацтва .    
Перша частина трилогії є в шкільній програмі п'ятого класу НУШ .    

## Зміст
Міфологія слугувала бар’єром між світом життя і смерти, дійсністю і вигадкою, добром і злом, але обов'язково перепліталася зі світом людей. Вона занурює у світосприйняття предків й окреслює унікальність народу. Споконвіків духовні зв’язки українців були пов’язані з сутністю природи, тому всі негаразди, хвороби, любовні замовляння, ритуали на успішний врожай тощо пояснювалися її силою.  
У книгах можна знайти детальну інформацію про таких міфологічних істот: Чорт, Мара, Нічниця, Дзеркалиця, Буднітай, Відоогонь, Жароок, Літавиця, Хмелун, Повітруля, Русалки, Мавка, Криниці, Бродниця, Водяник, Домовик, Лісовик, Чугайстер, Воструха, Коловертій, Лазник, Пасічник, Скарбник, Хухи, Хованець, Доброгост, Сприя, Судениці та багато інших.  

## Анотації до книг

### «Чарівні істоти українського міфу. Духи природи»
Ця книжка — чарівна. Ви не просто погортаєте її сторінки — ви поблукаєте стежками правічного лісу, почуєте його дихання, подивитесь в очі старенькому лісовикові, послухаєте чугайстрову сопілку. Може, вам щось прошепоче мавка або побалакає з вами поважний цар Ох… Ви постоїте біля річки — заскочите русалок за їхніми пустощами, а звідти недалеко й на гостину до суворих болотяника й болотяниці. А далі — прогулянка полем і луками, де вас зустрінуть і польовик, і спориш, і луговик… Та й вітри з повітрулями супроводжуватимуть вас під час мандрівки. І насамкінець свої таємниці відкриють духи пір року. Перед вами постане величезний і дуже цікавий шар культурної спадщини давніх українців, химерний світ чарівних істот праукраїнської міфології, досліджений і опрацьований Дарою Корній .

### «Чарівні істоти українського міфу. Домашні духи»
Книжка поведе вас у дивовижний і самобутній світ українських вірувань. Гортаючи її сторінки, ви дізнаєтесь про поважного домовика, надійного захисника роду, познайомитесь із добрим покутнім, який нашепче вам своє благословення, зазирнете на гостину до справедливого хлівника, який доброму господареві в усьому сприяє, а ледацюг карає. А якщо поталанить, привабите духа щастя з удатною сприйєю, які підуть пліч-о-пліч з вами. Однак стережіться роздоріжжя, бо там духи-перевертні заманюють у потойбіччя стомлених мандрівників .

### «Чарівні істоти українського міфу. Духи-шкідники»
Дрібні шкідники, дитячі страшки, хвороби у вигляді живих істот — Дара Корній зібрала історії про давні вірування українців у духів, які щодня пакостять і приносять негаразди. Ви дізнаєтеся, який  вигляд мали в уяві наших предків чума і холера, хто така загравниця, прочитаєте невеселу казку про поцілунок. Тож приготуйтеся до подорожі у моторошний світ напастей і приблуд, у цей магічний потаємний куточок, де заховалися темні сторони буття та нічні примари .